# マックス・リヒター
マックス・リヒター（Max Richter、1966年3月22日 - ）は、ドイツ生まれのイギリスの作曲家、ピアニスト。マックス・リクターとの表記もある。

## 来歴
西ドイツ（当時）・ハーメルン生まれ、イングランド・ベッドフォード育ち。エディンバラ大学と王立音楽アカデミーでピアノと作曲を学び、フィレンツェでルチアーノ・ベリオに作曲を師事した。1989年に前衛的なパフォーマンスを行う6人組のピアニスト・グループ「ピアノ・サーカス」を結成する。
2008年、映画『戦場でワルツを』で第21回ヨーロッパ映画賞 作曲賞を受賞した。

## ディスコグラフィ

### スタジオ・アルバム
- Memoryhouse (2002年、Late Junction)
- 『ブルー・ノートブック』 - The Blue Notebooks (2004年、130701/ Deutsche Grammophon)
- 『ソングズ・フロム・ビフォー』 - Songs from Before (2006年、130701/ Deutsche Grammophon)
- 24 Postcards in Full Colour (2008年、130701)
- 『インフラ』 - Infra (2010年、130701/ FatCat/ p*dis/ Deutsche Grammophon)
- 『25%のヴィヴァルディ (RECOMPOSED BY マックス・リヒター)』 - Recomposed by Max Richter: Vivaldi – The Four Seasons (2012年、Deutsche Grammophon)
- 『フロム・スリープ』 - Sleep (2015年、Deutsche Grammophon)
- 『ウルフ・ワークス〜3つの世界』 - Three Worlds: Music from Woolf Works (2017年、Deutsche Grammophon)
- 『ヴォイシズ』 - Voices (2020年、Decca)
- Voices 2 (2021年、Decca)
- 『エグザイルス』 - Exiles (2021年、Deutsche Grammophon) ※with バルト海フィルハーモニック
- 『ニュー・フォー・シーズンズ ヴィヴァルディ・リコンポーズド』 - The New Four Seasons (2022年、Deutsche Grammophon) ※with Chineke! Orchestra and Elena Urioste

## 主なフィルモグラフィ
- 『戦場でワルツを』 - Vals Im Bashir (2008年)
- 『愛を複製する女』 - Womb (2010年)
- 『サラの鍵』 - Elle s'appelait Sarah (2010年)
- 『パーフェクト・センス』 - Perfect Sense (2011年)
- 『許されぬ人たち』 - Impardonnables (2011年)
- 『さよなら、アドルフ』 - Lore (2012年)
- 『少女は自転車にのって』 - Wadjda (2012年)
- 『ディス/コネクト』 - Disconnect (2012年)
- 『コングレス未来学会議』 - The Congress (2013年)
- 『めぐり逢わせのお弁当』 - Dabba (2013年)
- 『ラスト・デイズ・オン・マーズ』 - The Last Days on Mars (2013年)
- 『クリムゾン・プロジェクト』 - La marque des anges - Miserere (2013年)
- 『エスコバル/楽園の掟』 - Escobar: Paradise Lost (2014年)
- 『戦場からのラブレター』 - Testament of Youth (2014年)[注釈 1]
- 『LEFTOVERS/残された世界』 - The Leftovers (2014年-2017年) テレビドラマ
- 『スイッチ・オフ』 - Into the Forest (2015年)
- 『モーガン プロトタイプL-9』 - Morgan (2016年)
- 『メッセージ』 - Arrival (2016年)
- 『女神の見えざる手』 - Miss Sloane (2016年)
- 『ベロニカとの記憶』 - The Sense of an Ending (2017年)
- 『男と女、モントーク岬で』 - Return to Montauk (2017年)
- 『荒野の誓い』 - Hostiles (2017年)
- 『TABOO』 - Taboo (2017年-2018年) テレビドラマ
- 『ホワイト・ボーイ・リック』 - White Boy Rick (2018年)
- 『 ある画家の数奇な運命』 - Werk ohne Autor (2018年)
- 『ふたりの女王 メアリーとエリザベス』 - Mary Queen of Scots (2018年)
- 『アド・アストラ』 - Ad Astra (2019年)
- 『インベージョン』 - Invasion (2021年- ) テレビドラマ
- 『スペースマン』 - Spaceman (2024年)